# Konvent 29 (Quedlinburg)

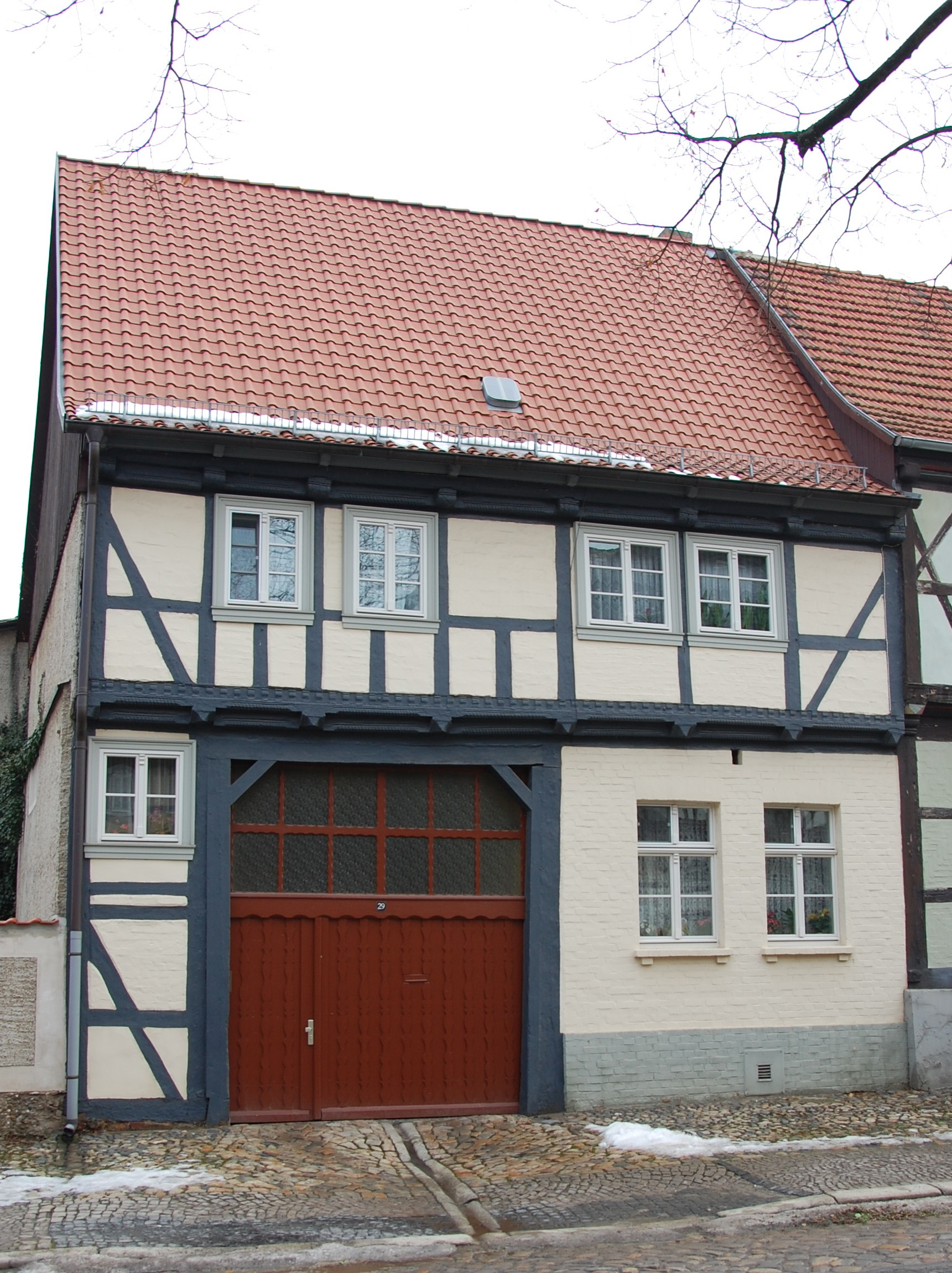
Haus Konvent 29

Konvent 29 ist ein denkmalgeschütztes Gebäude in der Stadt Quedlinburg in Sachsen-Anhalt.

## Lage
Es befindet sich in der historischen Quedlinburger Neustadt auf der Ostseite der Straße Konvent und ist im Quedlinburger Denkmalverzeichnis als Wohnhaus eingetragen. Nördlich des Hauses befand sich das mit einer Schwarzen Küche versehene, um 1970 jedoch abgerissene Haus Konvent 28. Südlich grenzt das gleichfalls denkmalgeschützte Haus Konvent 30 an.

## Architektur und Geschichte
Das zweigeschossige Fachwerkhaus entstand in der Zeit um 1640. Am Fachwerk finden sich als zierende Elemente Taustab, ein Konsolfries sowie eine Leiterbrüstung. Darüber hinaus befinden sich am Haus Pyramidenbalkenköpfe, die hier sehr früh auftreten.
Im 19. Jahrhundert wurde das Erdgeschoss umgebaut.

## Einzelnachweis
1. ↑  Hans Hartmut Schauer, Quedlinburg, Fachwerkstadt, Weltkulturerbe, Verlag Bauwesen Berlin 1999, ISBN 3-345-00676-6, Seite 41

Koordinaten: 51° 47′ 18,1″ N, 11° 8′ 59,7″ O